# Third Album
Third Album è il terzo album in studio pubblicato dai Jackson 5 su Motown Records, e il secondo LP del gruppo pubblicato nel 1970, il 18 settembre. Il terzo album conteneva il quarto singolo consecutivo numero 1 del gruppo nelle classifiche pop statunitensi, "I'll Be There", il singolo nella top 5 "Mama's Pearl" e brani dell'album come il semi-autobiografico "Goin 'Back to Indiana" e "Caro caro". L'album raggiunse la quarta posizione nella classifica Billboard Top LPs e la prima sia nella classifica degli album R&B statunitensi che in Cashbox. È considerato uno dei migliori sforzi del gruppo. Ha venduto oltre 6 milioni di copie in tutto il mondo.

## Tracce
1. I'll Be There – 3:59 (Berry Gordy Jr, Bob West, Hal Davis, Willie Hutch)
2. Ready or Not Here I Come (Can't Hide from Love) (cover dei Delfonics) – 2:34
3. Oh How Happy (cover degli Shades of Blue) – 2:16 (Charles Hatcher)
4. Bridge over Troubled Water (cover di Simon & Garfunkel) – 5:52 (Paul Simon)
5. Can I See You in the Morning – 3:09 (Deke Richards)
6. Goin' Back to Indiana – 3:32 (The Corporation)
7. How Funky Is Your Chicken – 2:41 (Lester Lee Carr, Richard Hutch, Willie Hutch)
8. Mama's Pearl – 3:09 (The Corporation)
9. Reach in – 3:28 (Beatrice Verdi)
10. The Love I Saw in You Was Just a Mirage (cover degli Smokey Robinson & The Miracles) – 4:22 (Smokey Robinson)
11. Darling Dear – 2:40 (Gordy, Story)